# Tornizados
Tornizados, nykristna, eller conversos, var judar och muslimer i Spanien som under medeltiden valde att konvertera till kristendomen. Trots att detta i princip var förbjudet inom islam accepterades de i det muslimskt styrda Spanien och behandlades som en särskild befolkningskategori.